# Chon Aike Volcanic Group

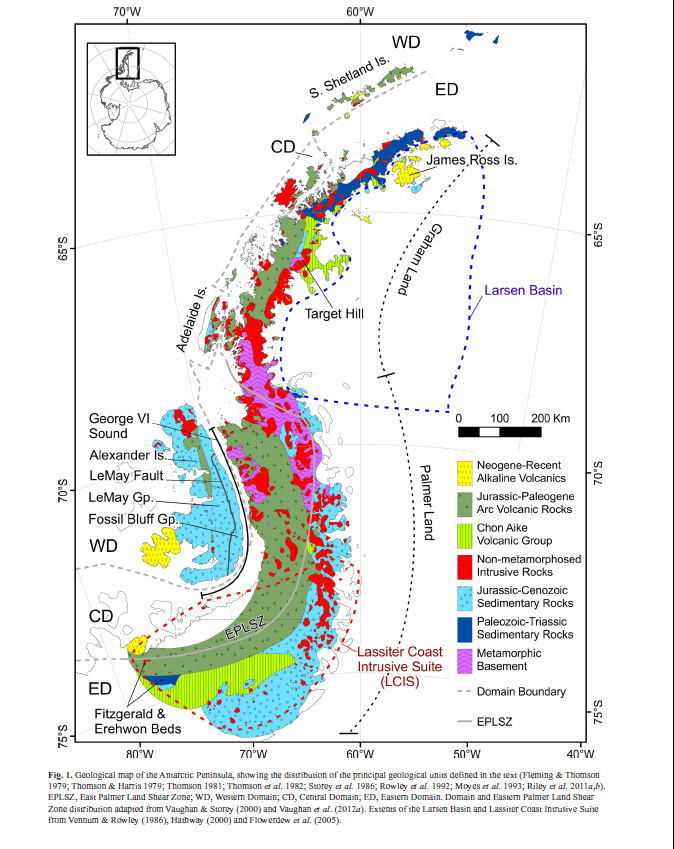
Geologische Karte der Antarktischen Halbinsel mit der Chon Aike Volcanic Group, hellgrün markiert

Die Chon Aike Volcanic Group (CAVG) ist eine große vulkanische Provinz in südlichen und nördlichen Bereichen der Antarktischen Halbinsel (AH) mit der Mapple Formation, der Brennecke Formation und der Mount Poster Formation. Sie entwickelte sich während der Subduktion der Phoenix-Platte unter die Antarktische Platte am südwestlichen Rand von Proto-Ostgondwana mit Ausbildung von Backarc- und Forearc-Becken und Intraplattenvulkanismus zwischen dem frühen und mittleren Jura.

## Regionale Geologie
Die CAVG ist definiert durch ihren weit verbreiteten felsischen Vulkanismus. Dieser Kieselsäurevulkanismus (silicic vulcanism) entstand im Bereich von Subduktionszonen und geht auf das Schmelzen der dortigen kontinentalen Erdkruste zurück. Er ist häufig charakterisiert durch explosive Eruptionen. Zusammen mit der größeren Chon Aike Volcanic Province im heutigen Patagonien und den Vulkanischen Provinzen der Antarktischen Halbinsel bildet sie einer der größten rhyolithischen Großprovinz (Large Igneous Province LIP) weltweit.

### Mapple Formation

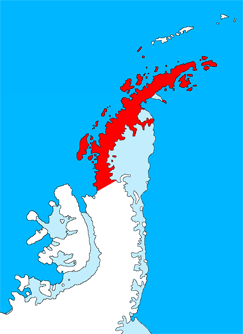
Lage vom Grahamland

Die Mapple-Formation entwickelte sich in Backarc-Becken im mittleren Osten von Grahamland. Sie stellt mit einer Mächtigkeit von ca. 1 Kilometer und einem Gesamtvolumen von ca. 2000 Quadratkilometer die größte Verbreitung von felsischen Vulkaniten auf der nördlichen AH dar. Sie überlagert zeitäquivalent die dortigen sedimentären Ablagerungen der Botany Bay Group. Deren Ausbrüche erfolgten fast ausschließlich subaerisch und nur lokal subaquatisch. Charakteristisch sind die typischerweise bis zu 80 m dicken ryolithischen Ignimbrit-Ströme. Sie weisen große Unterschiede in ihren Verschmelzungsgraden und im Gesteinsspektrum auf. Rhyolithische Lavaströme, Lahare, Lapilli und andere vulkanische Eruptionsmaterialien sind volumetrisch unbedeutend und treten als zwischengeschaltete Einheiten innerhalb der Ignimbritabfolgen auf. Die Mapple-Formation wurde wahrscheinlich während des mittelkreidezeitlichen Palmer Land Events bis zu Grünschiefer-Fazies metamorph überprägt und deformiert. Das Alter dieser Formation datiert zwischen 173 und 168 mya. Aufschlüsse treten auf an der Oskar-II.-Küste um den Starbuck-Gletscher, am Kap Disappointment, um den Mapple-Gletscher, um den Rachel-Gletscher und um den Bildad Peak sowie an den Gulliver-Nunataks und auf der Jason-Halbinsel.

### Brennecke Formation

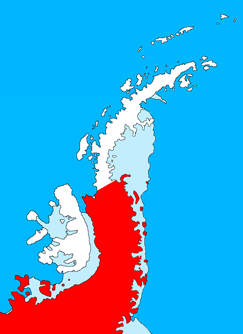
Lage vom Palmerland

Die Brennecke Formation tritt an mehreren Stellen im östlichen Palmerland auf. Sie entwickelte sich in einem gedehnten Backarc-Becken und besteht aus kieselsäurehaltigen metamorph überprägten Vulkaniten. In ihnen ist eine Folge von massiven dazitischen bis rhyolitischen Lavaströmen mit mehr blättrigen, verschweißten Pyroklasten und schwarzen Schlammsteinen eingebettet. Eine bimodale Assoziation mit sowohl basischem als auch felsischem Vulkanismus wurde in einer ca. 150 m dicken Folge von basaltischen Laven erkannt. Das Alter der Formation datiert um 184 mya. Sie ist verbreitet zwischen den Brennecke-Nunatakker und den Toth-Nunatakkern.

### Mount Poster Formation
Die Mount Poster Formation tritt im südöstlichen Palmerland auf. Sie besteht aus dazitischen bis rhyodazitischen pyroklastischen Vulkaniten und Lavaströmen, die auf eine Gesamtdicke von bis zu 2 km geschätzt wird. Die Formation wird von einer monotonen Abfolge von verschweißten Ignimbriten und geringfügigen Lavaströmen dominiert. Die Ignimbrite enthalten reichlich Feldspatkristalle. Lokal oft vorhandene lithische (ältere) und Bimssteinfragmente bestätigen einen pyroklastischen Ursprung. In den Sweeney Mountains treten stark verschweißte Ignimbrit-Einheiten mit abgeflachtem Bimssteinen in Verbindung mit rheomorphen Ignimbriten auf. Letztere sind pyroklastische Stromablagerungen, die lavaähliches Fließgefüge und Autobrekziierung zeigen. Diese tritt auf, wenn die dicke, fast feste Lava in Blöcke zerfällt und diese Blöcke dann wieder in den Lavastrom aufgenommen und mit dem verbleibenden flüssigen Magma vermischt werden. Die petrographische Homogenität und das dichte Schweißen der meisten Ignimbrite, die Dicke der Abfolgen und andere vulkantypische Merkmale lassen eine Intracaldera-Konfiguration vermuten. Die Rhyolithe der Mount Poster Formation haben eine Metamorphose in Prehnit-Pumpellyit-Fazies erfahren. Sie weisen Alter von 189 bis 188 mya auf. Aufschlüsse kommen u. a. in den Sweeney Mountains, im Mount Rex und Mount Peterson vor.